# Клінга тема
Те́ма Клінга — тема в шаховій композиції. Суть теми — чорні добровільно блокують свою фігуру після її критичного ходу з ціллю створення патового стану.

## Історія

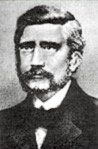
Йозеф Клінг

Цю ідею запропонував у 1849 році німецький шаховий композитор Йозеф Клінг (19.03.1811 — 01.12.1876).
В хибній спробі чорні в захисті блокують свою фігуру після її критичного ходу, після цього наступає патова позиція.
Ідея дістала назву — тема Клінга.
|   | a | b | c | d | e | f | g | h |   |
| 8 | c8 біла тура · d7 білий слон · e7 чорний пішак · h7 чорний король · e6 білий пішак · a5 чорний пішак · g5 чорний пішак · h5 білий пішак · a4 чорний пішак · g4 чорний пішак · a3 чорний пішак · e3 білий кінь · a2 білий король · b2 чорний слон | c8 біла тура · d7 білий слон · e7 чорний пішак · h7 чорний король · e6 білий пішак · a5 чорний пішак · g5 чорний пішак · h5 білий пішак · a4 чорний пішак · g4 чорний пішак · a3 чорний пішак · e3 білий кінь · a2 білий король · b2 чорний слон | c8 біла тура · d7 білий слон · e7 чорний пішак · h7 чорний король · e6 білий пішак · a5 чорний пішак · g5 чорний пішак · h5 білий пішак · a4 чорний пішак · g4 чорний пішак · a3 чорний пішак · e3 білий кінь · a2 білий король · b2 чорний слон | c8 біла тура · d7 білий слон · e7 чорний пішак · h7 чорний король · e6 білий пішак · a5 чорний пішак · g5 чорний пішак · h5 білий пішак · a4 чорний пішак · g4 чорний пішак · a3 чорний пішак · e3 білий кінь · a2 білий король · b2 чорний слон | c8 біла тура · d7 білий слон · e7 чорний пішак · h7 чорний король · e6 білий пішак · a5 чорний пішак · g5 чорний пішак · h5 білий пішак · a4 чорний пішак · g4 чорний пішак · a3 чорний пішак · e3 білий кінь · a2 білий король · b2 чорний слон | c8 біла тура · d7 білий слон · e7 чорний пішак · h7 чорний король · e6 білий пішак · a5 чорний пішак · g5 чорний пішак · h5 білий пішак · a4 чорний пішак · g4 чорний пішак · a3 чорний пішак · e3 білий кінь · a2 білий король · b2 чорний слон | c8 біла тура · d7 білий слон · e7 чорний пішак · h7 чорний король · e6 білий пішак · a5 чорний пішак · g5 чорний пішак · h5 білий пішак · a4 чорний пішак · g4 чорний пішак · a3 чорний пішак · e3 білий кінь · a2 білий король · b2 чорний слон | c8 біла тура · d7 білий слон · e7 чорний пішак · h7 чорний король · e6 білий пішак · a5 чорний пішак · g5 чорний пішак · h5 білий пішак · a4 чорний пішак · g4 чорний пішак · a3 чорний пішак · e3 білий кінь · a2 білий король · b2 чорний слон | 8 |
| 7 | c8 біла тура · d7 білий слон · e7 чорний пішак · h7 чорний король · e6 білий пішак · a5 чорний пішак · g5 чорний пішак · h5 білий пішак · a4 чорний пішак · g4 чорний пішак · a3 чорний пішак · e3 білий кінь · a2 білий король · b2 чорний слон | c8 біла тура · d7 білий слон · e7 чорний пішак · h7 чорний король · e6 білий пішак · a5 чорний пішак · g5 чорний пішак · h5 білий пішак · a4 чорний пішак · g4 чорний пішак · a3 чорний пішак · e3 білий кінь · a2 білий король · b2 чорний слон | c8 біла тура · d7 білий слон · e7 чорний пішак · h7 чорний король · e6 білий пішак · a5 чорний пішак · g5 чорний пішак · h5 білий пішак · a4 чорний пішак · g4 чорний пішак · a3 чорний пішак · e3 білий кінь · a2 білий король · b2 чорний слон | c8 біла тура · d7 білий слон · e7 чорний пішак · h7 чорний король · e6 білий пішак · a5 чорний пішак · g5 чорний пішак · h5 білий пішак · a4 чорний пішак · g4 чорний пішак · a3 чорний пішак · e3 білий кінь · a2 білий король · b2 чорний слон | c8 біла тура · d7 білий слон · e7 чорний пішак · h7 чорний король · e6 білий пішак · a5 чорний пішак · g5 чорний пішак · h5 білий пішак · a4 чорний пішак · g4 чорний пішак · a3 чорний пішак · e3 білий кінь · a2 білий король · b2 чорний слон | c8 біла тура · d7 білий слон · e7 чорний пішак · h7 чорний король · e6 білий пішак · a5 чорний пішак · g5 чорний пішак · h5 білий пішак · a4 чорний пішак · g4 чорний пішак · a3 чорний пішак · e3 білий кінь · a2 білий король · b2 чорний слон | c8 біла тура · d7 білий слон · e7 чорний пішак · h7 чорний король · e6 білий пішак · a5 чорний пішак · g5 чорний пішак · h5 білий пішак · a4 чорний пішак · g4 чорний пішак · a3 чорний пішак · e3 білий кінь · a2 білий король · b2 чорний слон | c8 біла тура · d7 білий слон · e7 чорний пішак · h7 чорний король · e6 білий пішак · a5 чорний пішак · g5 чорний пішак · h5 білий пішак · a4 чорний пішак · g4 чорний пішак · a3 чорний пішак · e3 білий кінь · a2 білий король · b2 чорний слон | 7 |
| 6 | c8 біла тура · d7 білий слон · e7 чорний пішак · h7 чорний король · e6 білий пішак · a5 чорний пішак · g5 чорний пішак · h5 білий пішак · a4 чорний пішак · g4 чорний пішак · a3 чорний пішак · e3 білий кінь · a2 білий король · b2 чорний слон | c8 біла тура · d7 білий слон · e7 чорний пішак · h7 чорний король · e6 білий пішак · a5 чорний пішак · g5 чорний пішак · h5 білий пішак · a4 чорний пішак · g4 чорний пішак · a3 чорний пішак · e3 білий кінь · a2 білий король · b2 чорний слон | c8 біла тура · d7 білий слон · e7 чорний пішак · h7 чорний король · e6 білий пішак · a5 чорний пішак · g5 чорний пішак · h5 білий пішак · a4 чорний пішак · g4 чорний пішак · a3 чорний пішак · e3 білий кінь · a2 білий король · b2 чорний слон | c8 біла тура · d7 білий слон · e7 чорний пішак · h7 чорний король · e6 білий пішак · a5 чорний пішак · g5 чорний пішак · h5 білий пішак · a4 чорний пішак · g4 чорний пішак · a3 чорний пішак · e3 білий кінь · a2 білий король · b2 чорний слон | c8 біла тура · d7 білий слон · e7 чорний пішак · h7 чорний король · e6 білий пішак · a5 чорний пішак · g5 чорний пішак · h5 білий пішак · a4 чорний пішак · g4 чорний пішак · a3 чорний пішак · e3 білий кінь · a2 білий король · b2 чорний слон | c8 біла тура · d7 білий слон · e7 чорний пішак · h7 чорний король · e6 білий пішак · a5 чорний пішак · g5 чорний пішак · h5 білий пішак · a4 чорний пішак · g4 чорний пішак · a3 чорний пішак · e3 білий кінь · a2 білий король · b2 чорний слон | c8 біла тура · d7 білий слон · e7 чорний пішак · h7 чорний король · e6 білий пішак · a5 чорний пішак · g5 чорний пішак · h5 білий пішак · a4 чорний пішак · g4 чорний пішак · a3 чорний пішак · e3 білий кінь · a2 білий король · b2 чорний слон | c8 біла тура · d7 білий слон · e7 чорний пішак · h7 чорний король · e6 білий пішак · a5 чорний пішак · g5 чорний пішак · h5 білий пішак · a4 чорний пішак · g4 чорний пішак · a3 чорний пішак · e3 білий кінь · a2 білий король · b2 чорний слон | 6 |
| 5 | c8 біла тура · d7 білий слон · e7 чорний пішак · h7 чорний король · e6 білий пішак · a5 чорний пішак · g5 чорний пішак · h5 білий пішак · a4 чорний пішак · g4 чорний пішак · a3 чорний пішак · e3 білий кінь · a2 білий король · b2 чорний слон | c8 біла тура · d7 білий слон · e7 чорний пішак · h7 чорний король · e6 білий пішак · a5 чорний пішак · g5 чорний пішак · h5 білий пішак · a4 чорний пішак · g4 чорний пішак · a3 чорний пішак · e3 білий кінь · a2 білий король · b2 чорний слон | c8 біла тура · d7 білий слон · e7 чорний пішак · h7 чорний король · e6 білий пішак · a5 чорний пішак · g5 чорний пішак · h5 білий пішак · a4 чорний пішак · g4 чорний пішак · a3 чорний пішак · e3 білий кінь · a2 білий король · b2 чорний слон | c8 біла тура · d7 білий слон · e7 чорний пішак · h7 чорний король · e6 білий пішак · a5 чорний пішак · g5 чорний пішак · h5 білий пішак · a4 чорний пішак · g4 чорний пішак · a3 чорний пішак · e3 білий кінь · a2 білий король · b2 чорний слон | c8 біла тура · d7 білий слон · e7 чорний пішак · h7 чорний король · e6 білий пішак · a5 чорний пішак · g5 чорний пішак · h5 білий пішак · a4 чорний пішак · g4 чорний пішак · a3 чорний пішак · e3 білий кінь · a2 білий король · b2 чорний слон | c8 біла тура · d7 білий слон · e7 чорний пішак · h7 чорний король · e6 білий пішак · a5 чорний пішак · g5 чорний пішак · h5 білий пішак · a4 чорний пішак · g4 чорний пішак · a3 чорний пішак · e3 білий кінь · a2 білий король · b2 чорний слон | c8 біла тура · d7 білий слон · e7 чорний пішак · h7 чорний король · e6 білий пішак · a5 чорний пішак · g5 чорний пішак · h5 білий пішак · a4 чорний пішак · g4 чорний пішак · a3 чорний пішак · e3 білий кінь · a2 білий король · b2 чорний слон | c8 біла тура · d7 білий слон · e7 чорний пішак · h7 чорний король · e6 білий пішак · a5 чорний пішак · g5 чорний пішак · h5 білий пішак · a4 чорний пішак · g4 чорний пішак · a3 чорний пішак · e3 білий кінь · a2 білий король · b2 чорний слон | 5 |
| 4 | c8 біла тура · d7 білий слон · e7 чорний пішак · h7 чорний король · e6 білий пішак · a5 чорний пішак · g5 чорний пішак · h5 білий пішак · a4 чорний пішак · g4 чорний пішак · a3 чорний пішак · e3 білий кінь · a2 білий король · b2 чорний слон | c8 біла тура · d7 білий слон · e7 чорний пішак · h7 чорний король · e6 білий пішак · a5 чорний пішак · g5 чорний пішак · h5 білий пішак · a4 чорний пішак · g4 чорний пішак · a3 чорний пішак · e3 білий кінь · a2 білий король · b2 чорний слон | c8 біла тура · d7 білий слон · e7 чорний пішак · h7 чорний король · e6 білий пішак · a5 чорний пішак · g5 чорний пішак · h5 білий пішак · a4 чорний пішак · g4 чорний пішак · a3 чорний пішак · e3 білий кінь · a2 білий король · b2 чорний слон | c8 біла тура · d7 білий слон · e7 чорний пішак · h7 чорний король · e6 білий пішак · a5 чорний пішак · g5 чорний пішак · h5 білий пішак · a4 чорний пішак · g4 чорний пішак · a3 чорний пішак · e3 білий кінь · a2 білий король · b2 чорний слон | c8 біла тура · d7 білий слон · e7 чорний пішак · h7 чорний король · e6 білий пішак · a5 чорний пішак · g5 чорний пішак · h5 білий пішак · a4 чорний пішак · g4 чорний пішак · a3 чорний пішак · e3 білий кінь · a2 білий король · b2 чорний слон | c8 біла тура · d7 білий слон · e7 чорний пішак · h7 чорний король · e6 білий пішак · a5 чорний пішак · g5 чорний пішак · h5 білий пішак · a4 чорний пішак · g4 чорний пішак · a3 чорний пішак · e3 білий кінь · a2 білий король · b2 чорний слон | c8 біла тура · d7 білий слон · e7 чорний пішак · h7 чорний король · e6 білий пішак · a5 чорний пішак · g5 чорний пішак · h5 білий пішак · a4 чорний пішак · g4 чорний пішак · a3 чорний пішак · e3 білий кінь · a2 білий король · b2 чорний слон | c8 біла тура · d7 білий слон · e7 чорний пішак · h7 чорний король · e6 білий пішак · a5 чорний пішак · g5 чорний пішак · h5 білий пішак · a4 чорний пішак · g4 чорний пішак · a3 чорний пішак · e3 білий кінь · a2 білий король · b2 чорний слон | 4 |
| 3 | c8 біла тура · d7 білий слон · e7 чорний пішак · h7 чорний король · e6 білий пішак · a5 чорний пішак · g5 чорний пішак · h5 білий пішак · a4 чорний пішак · g4 чорний пішак · a3 чорний пішак · e3 білий кінь · a2 білий король · b2 чорний слон | c8 біла тура · d7 білий слон · e7 чорний пішак · h7 чорний король · e6 білий пішак · a5 чорний пішак · g5 чорний пішак · h5 білий пішак · a4 чорний пішак · g4 чорний пішак · a3 чорний пішак · e3 білий кінь · a2 білий король · b2 чорний слон | c8 біла тура · d7 білий слон · e7 чорний пішак · h7 чорний король · e6 білий пішак · a5 чорний пішак · g5 чорний пішак · h5 білий пішак · a4 чорний пішак · g4 чорний пішак · a3 чорний пішак · e3 білий кінь · a2 білий король · b2 чорний слон | c8 біла тура · d7 білий слон · e7 чорний пішак · h7 чорний король · e6 білий пішак · a5 чорний пішак · g5 чорний пішак · h5 білий пішак · a4 чорний пішак · g4 чорний пішак · a3 чорний пішак · e3 білий кінь · a2 білий король · b2 чорний слон | c8 біла тура · d7 білий слон · e7 чорний пішак · h7 чорний король · e6 білий пішак · a5 чорний пішак · g5 чорний пішак · h5 білий пішак · a4 чорний пішак · g4 чорний пішак · a3 чорний пішак · e3 білий кінь · a2 білий король · b2 чорний слон | c8 біла тура · d7 білий слон · e7 чорний пішак · h7 чорний король · e6 білий пішак · a5 чорний пішак · g5 чорний пішак · h5 білий пішак · a4 чорний пішак · g4 чорний пішак · a3 чорний пішак · e3 білий кінь · a2 білий король · b2 чорний слон | c8 біла тура · d7 білий слон · e7 чорний пішак · h7 чорний король · e6 білий пішак · a5 чорний пішак · g5 чорний пішак · h5 білий пішак · a4 чорний пішак · g4 чорний пішак · a3 чорний пішак · e3 білий кінь · a2 білий король · b2 чорний слон | c8 біла тура · d7 білий слон · e7 чорний пішак · h7 чорний король · e6 білий пішак · a5 чорний пішак · g5 чорний пішак · h5 білий пішак · a4 чорний пішак · g4 чорний пішак · a3 чорний пішак · e3 білий кінь · a2 білий король · b2 чорний слон | 3 |
| 2 | c8 біла тура · d7 білий слон · e7 чорний пішак · h7 чорний король · e6 білий пішак · a5 чорний пішак · g5 чорний пішак · h5 білий пішак · a4 чорний пішак · g4 чорний пішак · a3 чорний пішак · e3 білий кінь · a2 білий король · b2 чорний слон | c8 біла тура · d7 білий слон · e7 чорний пішак · h7 чорний король · e6 білий пішак · a5 чорний пішак · g5 чорний пішак · h5 білий пішак · a4 чорний пішак · g4 чорний пішак · a3 чорний пішак · e3 білий кінь · a2 білий король · b2 чорний слон | c8 біла тура · d7 білий слон · e7 чорний пішак · h7 чорний король · e6 білий пішак · a5 чорний пішак · g5 чорний пішак · h5 білий пішак · a4 чорний пішак · g4 чорний пішак · a3 чорний пішак · e3 білий кінь · a2 білий король · b2 чорний слон | c8 біла тура · d7 білий слон · e7 чорний пішак · h7 чорний король · e6 білий пішак · a5 чорний пішак · g5 чорний пішак · h5 білий пішак · a4 чорний пішак · g4 чорний пішак · a3 чорний пішак · e3 білий кінь · a2 білий король · b2 чорний слон | c8 біла тура · d7 білий слон · e7 чорний пішак · h7 чорний король · e6 білий пішак · a5 чорний пішак · g5 чорний пішак · h5 білий пішак · a4 чорний пішак · g4 чорний пішак · a3 чорний пішак · e3 білий кінь · a2 білий король · b2 чорний слон | c8 біла тура · d7 білий слон · e7 чорний пішак · h7 чорний король · e6 білий пішак · a5 чорний пішак · g5 чорний пішак · h5 білий пішак · a4 чорний пішак · g4 чорний пішак · a3 чорний пішак · e3 білий кінь · a2 білий король · b2 чорний слон | c8 біла тура · d7 білий слон · e7 чорний пішак · h7 чорний король · e6 білий пішак · a5 чорний пішак · g5 чорний пішак · h5 білий пішак · a4 чорний пішак · g4 чорний пішак · a3 чорний пішак · e3 білий кінь · a2 білий король · b2 чорний слон | c8 біла тура · d7 білий слон · e7 чорний пішак · h7 чорний король · e6 білий пішак · a5 чорний пішак · g5 чорний пішак · h5 білий пішак · a4 чорний пішак · g4 чорний пішак · a3 чорний пішак · e3 білий кінь · a2 білий король · b2 чорний слон | 2 |
| 1 | c8 біла тура · d7 білий слон · e7 чорний пішак · h7 чорний король · e6 білий пішак · a5 чорний пішак · g5 чорний пішак · h5 білий пішак · a4 чорний пішак · g4 чорний пішак · a3 чорний пішак · e3 білий кінь · a2 білий король · b2 чорний слон | c8 біла тура · d7 білий слон · e7 чорний пішак · h7 чорний король · e6 білий пішак · a5 чорний пішак · g5 чорний пішак · h5 білий пішак · a4 чорний пішак · g4 чорний пішак · a3 чорний пішак · e3 білий кінь · a2 білий король · b2 чорний слон | c8 біла тура · d7 білий слон · e7 чорний пішак · h7 чорний король · e6 білий пішак · a5 чорний пішак · g5 чорний пішак · h5 білий пішак · a4 чорний пішак · g4 чорний пішак · a3 чорний пішак · e3 білий кінь · a2 білий король · b2 чорний слон | c8 біла тура · d7 білий слон · e7 чорний пішак · h7 чорний король · e6 білий пішак · a5 чорний пішак · g5 чорний пішак · h5 білий пішак · a4 чорний пішак · g4 чорний пішак · a3 чорний пішак · e3 білий кінь · a2 білий король · b2 чорний слон | c8 біла тура · d7 білий слон · e7 чорний пішак · h7 чорний король · e6 білий пішак · a5 чорний пішак · g5 чорний пішак · h5 білий пішак · a4 чорний пішак · g4 чорний пішак · a3 чорний пішак · e3 білий кінь · a2 білий король · b2 чорний слон | c8 біла тура · d7 білий слон · e7 чорний пішак · h7 чорний король · e6 білий пішак · a5 чорний пішак · g5 чорний пішак · h5 білий пішак · a4 чорний пішак · g4 чорний пішак · a3 чорний пішак · e3 білий кінь · a2 білий король · b2 чорний слон | c8 біла тура · d7 білий слон · e7 чорний пішак · h7 чорний король · e6 білий пішак · a5 чорний пішак · g5 чорний пішак · h5 білий пішак · a4 чорний пішак · g4 чорний пішак · a3 чорний пішак · e3 білий кінь · a2 білий король · b2 чорний слон | c8 біла тура · d7 білий слон · e7 чорний пішак · h7 чорний король · e6 білий пішак · a5 чорний пішак · g5 чорний пішак · h5 білий пішак · a4 чорний пішак · g4 чорний пішак · a3 чорний пішак · e3 білий кінь · a2 білий король · b2 чорний слон | 1 |
|   | a | b | c | d | e | f | g | h |   |

FEN: 2R5/3Bp2k/4P3/p5pP/p5p1/p3N3/Kb6/8

1. Bc6? Bh8! 2. Sg4 Kg7! 3. Be4? — пат!
1. Ba4! ~ 2. Sxg4 3. Bc2 4. h6#
1. ... Kh6 2. Sf5 Kh7 3. Be8 ~ 4. Bg6#
1. ... Bg7 2. Bc2 Kh6 3. Bg6! ~ 4. Sf5 (Sxg4)#
В хибній спробі в чорних потужний захист — Чорний слон іде на поле «h8» переходячи через критичне поле, яке на наступному ході займає чорний король і блокує свого слона. Щоб виникла загроза — 4. h6# потрібно білим контролювати поле «h7», і хід білих 3. Be4? не досягає мети, оскільки чорні опиняються в патовому стані.